# Рубальська Лариса Олексіївна
Лариса Олексіївна Рубальська (рос. Лариса Алексеевна (Айзиковна) Рубальская) — радянська та російська письменниця, поетеса, авторка текстів, перекладачка та телеведуча єврейського походження з теренів Житомирщини. Член Спілки письменників Москви. Народилася в Москві, 24 вересня 1945 року.

## Біографія
Донька поета та автора віршів популярних пісень, уродженця с. Вчорайше Ружинського району Житомирської області, Олексія (Айзика) Давидовича Рубальського. Мати походить з Польщі.
- У 1970 закінчила педагогічний інститут (факультет російської мови та літератури),
- У 1973 — курси японської мови. Працювала гідом-перекладачем в бюро міжнародного молодіжного туризму «Супутник», в ВЦСПС, у Госконцерті.
- З 1975 по 1983 обіймала посаду секретаря-перекладача в московському бюро японської телекомпанії Ен-Ті-Ві.
- З 1983 працювала референтом московського представництва японської газети «Асахі».[3]

Весь цей час пісенна поезія, — так визначила жанр своєї творчості сама Лариса Рибальська, — впліталася в канву її професійного життя.

### Особисте життя
Чоловік Давид Йосипович Розенблат, стоматолог, пізніше продюсер Рубальської, помер у 2009 році.
Дітей немає.

## Пісенна творчість
Першу пісню Лариса Рубальська написала разом з Володимиром Мигулею («Спогад», В. Толкунова). З 1984 року неодмінний лауреат телеконкурсу «Пісня року» (неодноразово до фіналу виходило по 2-3 її пісні). Автор пісень, які виконували А. Пугачова («Донечко», «Спи спокійно, країна»), Ф. Кіркоров («Винен я, винен»), М. Муромов («Дивна жінка»), І. Аллегрова ("Транзитний пасажир ", " Угонщиця "), Т. Овсієнко («Морозов»), Алсу («Світло у твоєму вікні»), Й. Кобзон («Синій конверт») та інші.
У 1991 і 1993 рр.. Лариса Рубальська проводила творчі вечори в Театрі Естради, а в 1995 році відбувся ювілейний творчий вечір поетеси в концертному залі «Росія».
Лариса Рубальська співпрацює з композиторами Д. Тухмановим, В. Добриніним, А. Лук'яновим, А. Клевіцьким, Т. Єфімовим, С. Березіним, А. Укупником, В. Чайкою, Е. Ханком, М. Мінковим та іншими. Бере участь у багатьох телепрограмах («Щасливий випадок», «Тема», «Шоу-Досьє», «Ранкова пошта», "До бар'єра), веде активну концертну діяльність, бере участь у журі пісенних конкурсів.

## Твори
- «Така картка мені лягла»
- «Кулінарні рецепти на біс», 2007
- «Переведи годин тому», збірка віршів, 2003
- «Виграш», розповідь
- «Закуски і гаряче. Для наших золотих чоловіків!», 2007
- «Марні слова», 2003
- «Кільце гарячих рук», збірка віршів, 2004
- Цикл «Мені шкода Іванова», складається з 23 творів.
- Цикл «Все було, як належить».
- Цикл «Ніч розбилася на друзки».
- Цикл «Ти кажеш — розлучатися корисно …».
- Цикл «Хто вчить птахів дорогу знаходити?».
- Цикл «Я сама не розумію».
- «Його величність Салат».